# 43º Battaglione trasmissioni "Abetone"
Il 43º Battaglione trasmissioni "Abetone" è un reparto dell'Esercito Italiano con sede a Firenze presso la caserma G.Predieri.

## Storia
Il 1º ottobre 1957, a Firenze, viene costituito il XLIII Battaglione Trasmissioni con il personale ed i mezzi della 6ª e 7ª Compagnia territoriale. Nel 1975, in seguito alla ristrutturazione delle Forze Armate, il nome diventa 43º Battaglione Trasmissioni "Abetone". Ad esso viene concessa la Bandiera di Guerra del 43º Reggimento Trasmissioni (D.P.R. nº 846 del 12 novembre 1976, pubblicato sulla G.U. nº 339 del 22 dicembre 1976). Il Battaglione è dipendente dal Comando Trasmissione del VII C.M.T. della R. M. Tosco Emiliana.
Il 16 settembre 1993, il 43º Battaglione Trasmissioni "Abetone" perde la propria autonomia e viene inquadrato quale Battaglione Trasmissioni "Abetone" nel neonato 43º Reggimento Trasmissioni; contestualmente, la Bandiera di Guerra del 43º Battaglione Trasmissioni "Abetone" viene trasferita al Reggimento.
Il 10 settembre 1998, con la nuova riorganizzazione dell'esercito, il Comando del 43º Reggimento Trasmissioni è stato sciolto e dall'11 settembre la sua Bandiera di Guerra si trova al Museo delle Bandiere presso l'Altare della Patria.
Il Battaglione Trasmissioni "Abetone" è passato alle dipendenze del Comando del 3º Reggimento Trasmissioni di Roma.

## Missioni e soccorsi
Il Battaglione ha preso parte a missioni nazionali e internazionali: soccorsi e ricostruzione dopo l'alluvione di Firenze (1966) e dopo il terremoto dell'Irpinia (1980), missione multinazionale in Libano (1982-2015), missione "Pellicano" in Albania (1991), missione ISAF Afghanistan.

## Stemma
Scudo: si presenta tagliato: nel primo, di Firenze (d'argento al giglio bottonato di rosso); nel secondo d'azzurro, alla torre antica di vedetta con segnalazione romana.
Corona turrita.
Ornamenti esteriori:
- lista bifida: d'oro, svolazzante, collocata sotto la punta dello scudo, incurvata con la concavità rivolta verso l'alto, riportante il motto: "Né ostacolo, né fatica".

Sintesi della blasonatura
1º metà: il Giglio di Firenze simboleggia il legame territoriale del Corpo con Firenze, città nella quale è stata formata la prima unità che, trasformandosi, ha dato poi vita al 43º Battaglione trasmissioni "Abetone".
2º metà: la torre antica di vedetta è simbolo del legame storico tradizionale delle odierne unità con l'antico sistema di segnalazioni e trasmissioni notizie in uso presso i romani.

## Insegne e Simboli
- Il battaglione indossa il fregio dell'Arma delle Trasmissioni. Il fregio delle Trasmissioni denuncia la sua nascita dall'Arma del Genio per la presenza delle asce incrociate. L'insegna è completata da scariche elettriche e da un'antenna radio circolare a sei braccia posta sotto la bomba fiammeggiante.
- Le mostrine del battaglione sono le fiamme a due punte azzurro elettrico con bordo amaranto; alla base della mostrina si trova la stella argentata a 5 punte bordata di nero, simbolo delle forze armate italiane.

## Festa del reggimento
- La festa del reggimento si svolge il 24 giugno, anniversario della battaglia del solstizio del 1918.

## Armi e mezzi in dotazione

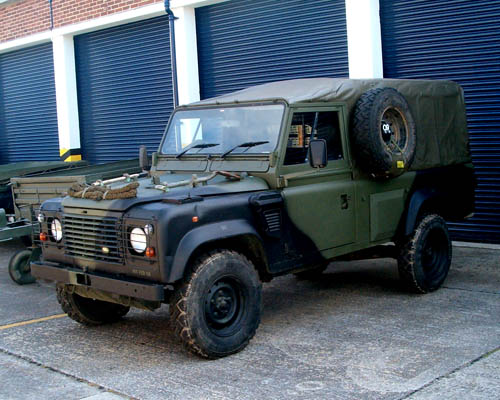
Land Rover AR 90

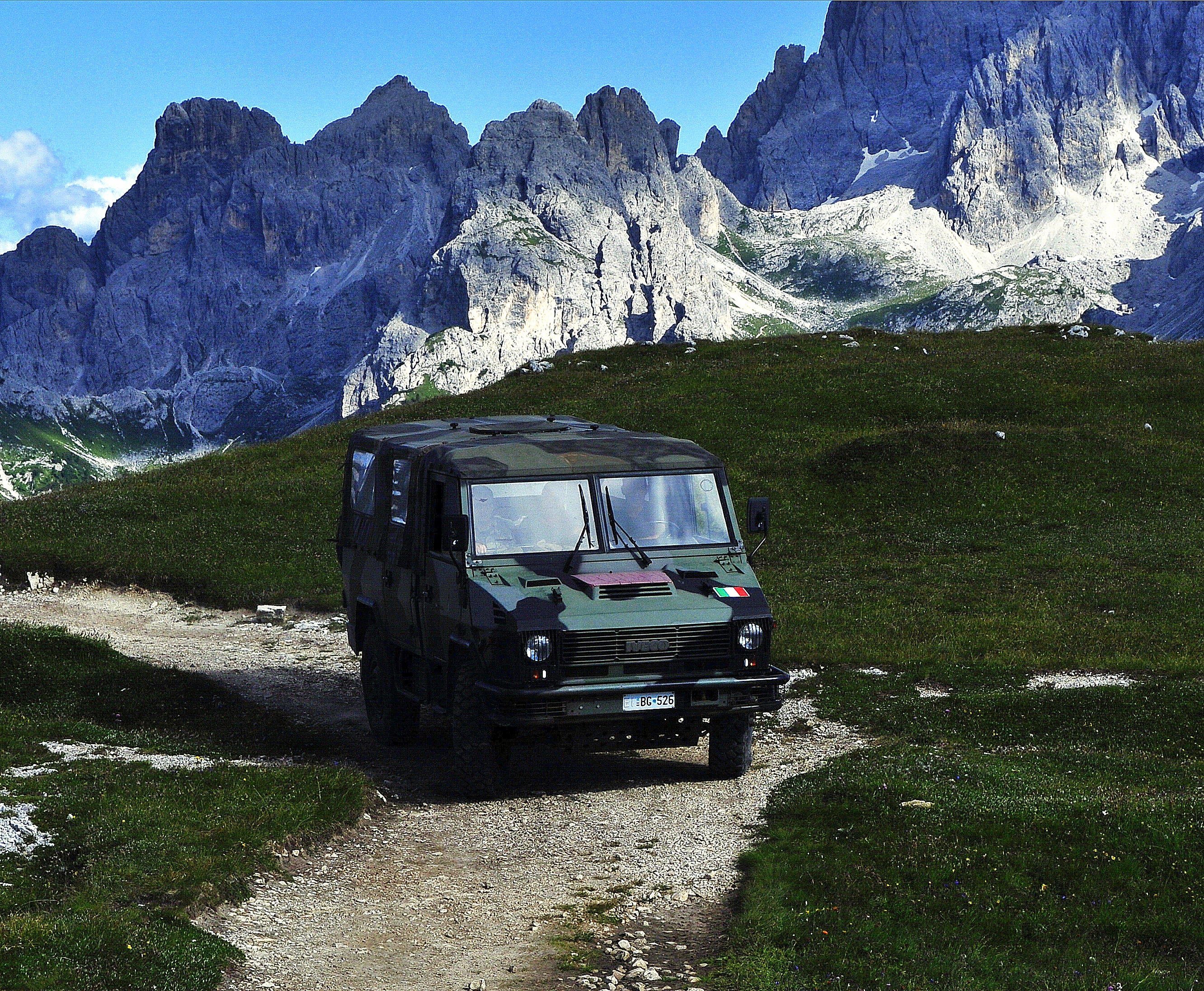
VM 90 Torpedo

### Armamento
- Pistola automatica "BERETTA 92 FS" cal.9
- Fucile d'assalto "AR 70/90" cal. 5,56
- Arma di reparto "MINIMI" cal. 5,56
- Arma di reparto "MG 42/59" cal. 7,62 NATO
- OD 82/SE

### Mezzi
- Land Rover AR 90
- VM 90T

### Mezzi delle trasmissioni
- Ponte Radio Digitale VHF di piccola capacità
- Stazione Radio SRT - 478
- Shelter tipo UEO 2 per Posti Comando
- Ponte Radio PR6/15
- Gruppo elettrogeno "COELMO"